# FE Credit
Công ty Tài chính TNHH Ngân hàng Việt Nam Thịnh Vượng SMBC, tên giao dịch tiếng Anh FE Credit, là một công ty tín dụng có vốn điều lệ 7.328 tỷ đồng do Ngân hàng TMCP Việt Nam Thịnh Vượng (VPBank) giữ 51% cổ phần và Công ty Tài chính Tiêu dùng SMBC (thuộc tập đoàn Sumitomo Mitsui Banking Corporation) giữ 49% cổ phần.

## Kết quả kinh doanh
Theo kết quả kinh doanh mà FE Credit vừa công bố, lợi nhuận trước thuế 6 tháng 2019 đạt 2.131 tỷ đồng, tăng 36% so với cùng kỳ năm trước. Con số này đóng góp vào 49% lợi nhuận hợp nhất của VPBank, tăng cao hơn so với mức 45% của năm 2018.

## Lãi suất cho vay
Báo cáo tài chính của FE Credit 2019 cho thấy mức lãi suất năm bình quân của các khoản vay tín dụng của khách hàng tính đến cuối tháng 6/2019 là 43,6%/năm.

## Bê bối
FE Credit thường xuyên nhắn tin đe dọa khách vay tiền phải trả nợ đúng hạn, với nhiều cuộc gọi cả ngày lẫn đêm và lăng mạ đời tư người vay.
Nhiều khách hàng không vay nợ cũng bị FE Credit gọi điện thoại đòi tiền, gọi điện cho người thân, bạn bè gây áp lực.
Các hình thức khủng bố tinh thần của FE Credit được so sánh với cách thức của xã hội đen, mặc dù nhiều trường hợp người không vay nhưng cũng bị quấy rối làm phiền.